# Anemahal, Sakleshpur
Anemahal là một làng thuộc tehsil Sakleshpur, huyện Hassan, bang Karnataka, Ấn Độ.